# NGC 1247
NGC 1247 é uma galáxia espiral (Sbc) localizada na direcção da constelação de Eridanus. Possui uma declinação de -10° 28' 52" e uma ascensão recta de 3 horas, 12 minutos e 14,3 segundos.
A galáxia NGC 1247 foi descoberta em 10 de Dezembro de 1798 por William Herschel.